# Каменный Карьер (Амурская область)
Ка́менный Карье́р — село в Архаринском районе Амурской области, входит в Отважненский сельсовет.
Основано в 1911 г. Топонимика: названо по производимому профилю предприятия — добыче строительного камня. Рядом с селом находится карьер по добыче строительного камня.

## География
Село Каменный Карьер стоит в 8 км от левого берега реки Архара.
Севернее села Каменный Карьер проходит Дальневосточная железная дорога.
Автомобильная дорога к селу Каменный Карьер идёт на юго-восток от районного центра Архара (на правом берегу Архары) через сёла Аркадьевка и Отважное.
Расстояние до административного центра Отважненского сельсовета села Отважное — около 7 км, расстояние до Архары — около 15 км.
На юго-восток от села Каменный Карьер идёт дорога к станции Богучан.

## Население
| 2002 | 2010 | 2012 | 2013 | 2014 | 2015 | 2016 |
| ---- | ---- | ---- | ---- | ---- | ---- | ---- |
| 237  | ↘161 | ↘148 | ↘146 | ↘133 | ↘128 | ↗129 |
| 2017 | 2018 |      |      |      |      |      |
| ↘115 | ↘111 |      |      |      |      |      |

## Инфраструктура
Предприятия, занимающиеся добычей полезных ископаемых (строительных материалов).